# Іоан (зодчий)
Іоан (Іван) (біл. Іаан) — давньоруський зодчий, який працював у Полоцькому князівстві. Можливо, був ченцем одного з тодішніх полоцьких монастирів, керівником будівельних артілей, що могли виконувати значні роботи як у самому Полоцьку, так і в суміжних до нього землях, що входили до складу Полоцької єпархії.

## Спадщина

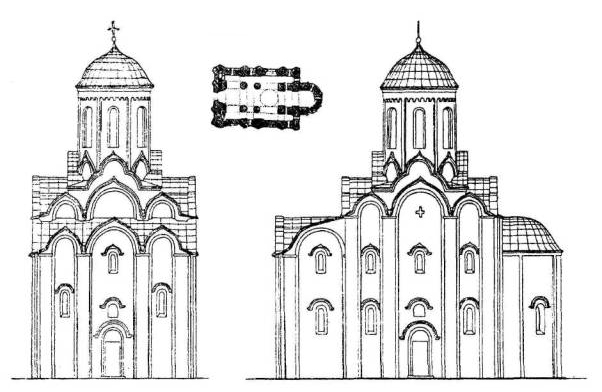
Реконструкція первісного вигляду Спасо-Преображенської церкви в Полоцьку

Звів у XII ст. Спасо-Преображенську церкву Полоцького Спасо-Єфросиніївського монастиря. Вважається також автором Борисоглібської і П'ятницької церкви Бельчицького монастиря. Така думка ґрунтується на тому, що в зазначених будівлях використаний ряд прийомів, які знайшли потім найбільш повне і завершене втілення у Спасо-Преображенському соборі, автором якого, що підтверджено літописними джерелами, він був.
На початку XIII ст. багато давньоруських земель приймають ту нову схему хрестово-купольного храму, яка вперше була розроблена полоцьким зодчим Іоаном.